# Oberesch
Oberesch (en Sarrois Uerweresch et Uweresch) est un quartier de la commune de Rehlingen-Siersburg en Sarre.

## Géographie

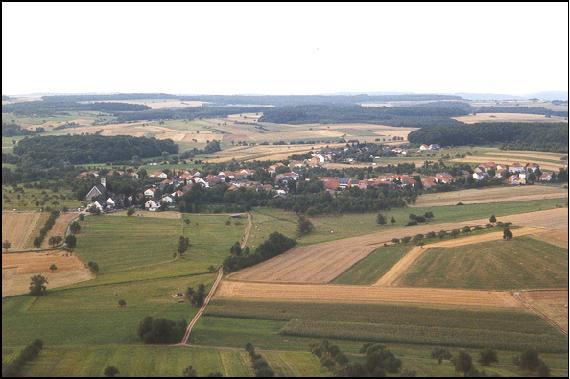
Vue du Village.

## Histoire
Oberesch est une ancienne commune de la Moselle cédée par la France à la Prusse en 1815.